# Philippe Grivel
Philippe Grivel (29 de juny de 1964) va ser un ciclista suís, que s'especialitzà en la pista. Com amateur, va guanyar una medalla de plata al Campionat del món de puntuació de 1985 per darrere del txecolsovac Martin Penc.
Va participar en els Jocs Olímpics de 1988.

## Palmarès
- 1985
  -  Campió de Suïssa en Puntuació